# Bolaños de Calatrava
Bolaños de Calatrava település Spanyolországban, Ciudad Real tartományban. Bolaños de Calatrava Almagro, Ciudad Real községgel határos. Lakosainak száma 12 067 fő (2024).

## Népesség
A település népessége az elmúlt években az alábbi módon változott:
| Lakosok száma | 10 978 | 11 831 | 12 117 | 12 490 | 12 159 | 12 135 | 11 994 | 11 934 | 11 992 | 12 067 |
|               | 2001   | 2004   | 2006   | 2009   | 2011   | 2014   | 2016   | 2019   | 2021   | 2024   |